# ヴィーナス・イン・ブルー・ジーンズ
「ヴィーナス・イン・ブルー・ジーンズ」（Venus in Blue Jeans）は、ジミー・クラントンが1962年に発表した楽曲。日本盤の発売当時の題名は「ブルー・ジーン・ビーナス」。

## 概要
ジミー・クラントンは1957年にレコード・デビューし、翌1958年の2枚目のシングル「Just a Dream」がビルボード・Hot 100の4位とR&Bチャートの1位を記録。一躍人気歌手となる。
クラントンは1961年初めにアメリカ陸軍の徴兵を受け、2年間兵役に服した。本作品はその頃に発表された。ハワード・グリーンフィールドとジャック・ケラーによって書かれ、1962年7月にシングルA面として発売された。発売当時の邦題は「ブルー・ジーン・ビーナス」。B面の「Highway Bound」の邦題は「ハイウェイとばそう」であった。同年10月6日付のビルボード・Hot 100で7位を記録した。
英国のマーク・ウィンターのカバー・バージョン（1962年）は全英シングルチャートの4位を記録した。